# Joe Trohman
Joe Trohman (született Joseph Mark Trohman) (Hollywood, Florida, 1984. szeptember 1. –) amerikai énekes, gitáros, basszusgitáros, harsonás, dalszerző, zenei producer a Fall Out Boy gitárosa.

## Élete
Zsidó családban született . South Russelben (Ohio) nevelkedett, onnan költözött a családjával Chicagóba. A Washburne-i és a New Trier kerületi középiskolában tanult. Tizenhat éves korában csatlakozott az Arma Angelus zenekarhoz, amelyben Pete Wentz énekelt, Patrick Stump dobolt, Christopher Gutierrez volt a basszusgitáros, Adam Bishop pedig a ritmusgitáros.

Egy könyvesboltban találkozott Patrick Stumppal, aki együttes alapítására kérte fel őt. A zenekar 2001-ben Chicagóban Fall Out Boy néven megalakult.

## Magánélete
Szereti a Star Wars c. filmet, a szekrényében őrzi a film játékfiguráit. Gitárokat is gyűjt, a birtokában van egy Joe Trohman Fender Telecaster is. A gúnyneveit a színpadi hiperaktivitása miatt kapta: „Duckhunt”, „Trohmanator”. A The Smiths zenekar rajongója. Tetoválásának a szövege: „A király halott”. 
2011-ben feleségül vette Marie Woltman Goble-t. 2014. április 24-én megszületett a kislányuk, Ruby. 
2015. január 11-én Joe Trohman édesanyja agydaganatban elhunyt.

## Fordítás
- Ez a szócikk részben vagy egészben  a   Joen Trohman című angol Wikipédia-szócikk fordításán alapul.  Az eredeti cikk szerkesztőit annak laptörténete sorolja fel. Ez a jelzés csupán a megfogalmazás eredetét és a szerzői jogokat jelzi, nem szolgál a cikkben szereplő információk forrásmegjelöléseként.